# Interneurona
La interneurona o neurona integradora es una neurona del sistema nervioso central, generalmente pequeña y de axón corto, que interconecta con otras neuronas,  permitiendo realizar funciones más complejas.

La neurona también llamada neurona de asociación, tiene la función de analizar la información sensorial y almacenar parte de ella. También actúa en los actos reflejos, transformando un estímulo en respuesta a nivel de la médula espinal. Se encuentran situadas entre las neuronas sensitivas  y motoras y se localizan en los centros nerviosos superiores.

Las interneuronas se pueden dividir en dos grupos: interneuronas locales y neuronas relay.

Las interneuronas locales tienen axones cortos y forman circuitos con las neuronas circundantes para analizar pequeñas fracciones de información. 

Las interneuronas relay tienen axones largos y conectan circuitos de neuronas en una región del cerebro con otros circuitos de otras regiones. 

Las interneuronas son neuronas multipolares, las cuales conectan neuronas aferentes con neuronas eferentes en los tractos neuronales o nerviosos. Es decir funcionan como un puente comunicacional, intercomunicando a las neuronas sensoriales con las neuronas motoras. Como las células motoras, las interneuronas sólo se encuentran en el sistema nervioso central.
En contraste con el sistema nervioso periférico, todas las neuronas del SNC parecerían ser interneuronas, ya que están en comunicación con muchas otras neuronas. Sin embargo, el término "interneurona" se refiere a las neuronas que poseen prolongaciones atónicas y dendríticas de extensión local y no distante, es decir, por lo general, corta (aunque también hay interneuronas en la sustancia blanca de la médula espinal que poseen axones relativamente largos). A las neuronas que establecen conexión entre distintas estructuras del sistema nervioso central o entre zonas distantes del mismo se las denomina neuronas de proyección.
Las interneuronas son por lo general neuronas que desempeñan un papel inhibitorio y usan los neurotransmisores ácido gamma-aminobutírico o glicina.
En la médula espinal existen distintos tipos de interneuronas:
- Segmentales: tienen el axón muy corto y conectan neuronas del mismo segmento y lado medular.
- Comisurales: similares a las segmentales, pero con un axón más largo que cruza la línea media de la médula espinal.
- Propioespinales: su axón es largo y sale de la sustancia gris bifurcado en dos ramas que intercomunican segmentos medulares.